# Churchillovo muzeum a Cabinet War Rooms
Churchillovo muzeum a Cabinet War Rooms sdílí areál v Horse Guards Road naproti St. James's Parku v Londýnském obvodu Westminster, který se nachází základech budovy HM Treasury.
Místnosti využitelné pro jednání vlády byly vybudovány roku 1938 a v době druhé světové války je v hojné míře využíval Winston Churchill. Místnosti byly konstruovány jako bunkr a strop tvořila železobetonová deska. Přesto byla konstrukce bunkru zranitelná při přímém úderu a krátce po válce byly místnosti uzavřeny. Pro veřejnost bylo muzeum zpřístupněno roku 1984 a v současné době je ve správě Imperial War Museum.
Vstup do muzea pro veřejnost je úzký otvor na rohu v přízemí budovy. V době války byl přístup do místností z budovy nad nimi prostřednictvím podzemních tunelů.
Část War Rooms přístupná veřejnosti je ve skutečnosti jen malou částí rozlehlých prostorů. Původně zaujímaly plochu 12 000 m² a byly zařízeny pro 528 lidí, a byly vybaveny jídelnou, nemocnicí, střelnicí a ložnicemi. Centrem bunkru je Cabinet Room, ve které jednala v době války Churchillova vláda. Poblíž se nachází Map Room, v níž byly plánovány válečné operace. Je ve stavu připomínajícím válečnou dobu, včetně map na stěnách a s telefony na okrajích velkého stolu. Churchill spal v ložnici, která sousedí s touto místností a měl k dispozici přímé telefonické spojení s Bílým domem ve Washingtonu.
Cabinet War Rooms prošly v nedávné době rekonstrukcí tak aby byly zpřístupněny další prostory. Roku 2003 byly otevřeny pokoje používané Churchillem a jeho rodinou. Tyto pokoje jsou označovány jako Churchill Suite. Samostatné Churchillovo muzeum bylo otevřeno roku 2005. Chronologicky zobrazuje Churchillův veřejný a soukromý život.